# UAZ-452
UAZ-452 este o autoutilitară off-road produsă de UAZ din 1961 până în prezent (2021). În prezent au fost produse și vândute aproximativ 500.000 de unități ale vehiculului, vehiculul împărtășind șasiul său cu RAF-8, dar are o suspensie modernizată. Vehiculul este, de asemenea, exportat în Italia, Mexic, Grecia, Germania și Chile. Principalii concurenți ai vehiculului sunt GAZ Gazelle și GAZ Gazelle Next.

## Istoric
UAZ a avut multe planuri de a dezvolta și produce o autoutilitară off-road folosind șasiul GAZ-69, cu toate acestea, șasiul nu era foarte potrivit pentru a fi folosit în dube, așa că au decis să folosească șasiul RAF-8 pentru autoutilitară. Prima camionetă a fost produsă în 1965 și în lunile următoare au fost produse și vândute în jur de 10.000 de camionete. În 1971, vehiculul a fost ușor modernizat pentru a fi mai confortabil și mai sigur. În 1983 au fost produse și vândute în jur de 90.000 de unități.
În 1994, compania RAF a fost forțată să închidă după un proces de la Volkswagen și ultimul vehicul RAF, RAF-2203 a început să fie produs de GAZ, care a produs-o până în 1998. În 2003, duba a primit mai multe modernizări și un șasiu și o suspensie mult îmbunătățite. Întrucât Uniunea Sovietică a fost dezmembrată, companiile rusești erau acum competitive între ele, odată cu creșterea popularității GAZ Gazelle mai moderne, UAZ a primit mai multe modernizări pentru a rămâne competitive. În 2015, vehiculul a primit mai multe modernizări și a început să concureze cu duba GAZ Gazelle Next.